# White Wolf
White Wolf, Inc. – amerykańskie przedsiębiorstwo wydawnicze z branży gier fabularnych, założone w 1991 roku przez Marka Rein-Hagena oraz Steve'a i Stewarta Wiecka. Nazwa przedsiębiorstwa zaczerpnięta została z twórczości Michaela Moorcocka. 11 listopada 2006 roku firma połączyła się z islandzką wytwórnią gier komputerowych CCP Games, a w październiku 2015 została przejęta przez Paradox Interactive.
Przedsiębiorstwo znane jest przede wszystkim z gier osadzonych w fikcyjnym Świecie Mroku. Świat Mroku przypomina nasz świat ale jest nieco bardziej niebezpieczny i skorumpowany. Ponadto występują w nim elementy nadnaturalne pod postacią min. istnienia wampirów, wilkołaków, magów i innych stworów nocy – każdemu ich rodzajowi poświęcona jest osobna gra. Do każdej z tych gier stworzono system gry na żywo nazwany Mind Eye Theatre. Pierwszy system zwany Wampir: Maskarada przesiąknięty jest klimatem gotyk-punku. W 2003 roku, White Wolf zamknął tę serię wydając suplementy z cyklu Time of Judgement – Sąd Ostateczny, które opisują możliwe warianty apokaliptycznego końca świata. Błyskawicznie rozpoczęto pracę nad nową serią pod tym samym tytułem jednak opartą na nieco innych założeniach. Nową grę określono jako Nowy Świat Mroku, zaś starszą jako Stary Świat Mroku, choć ostatnio wraz z wydaniem V20, specjalnej edycji Wampira Maskarady wydanej z okazji dwudziestolecia serii nazwę zmieniono na Klasyczny Świat Mroku. Oficjalnymi skrótowcami rozróżniającymi dwie gry są cWoD i nWoD.
Pozycjami wydawniczymi White Wolfa jest również seria Sword & Sorcery bazująca na mechanice d20, osadzony w klimacie klasycznego horroru Ravenloft (wcześniej własność firm: TSR i Wizards of the Coast) oraz system heroic fantasy Exalted utrzymany w konwencjach mitologii i manga.